# Соломон I (царь Имеретии)
Соломон I (груз. სოლომონ I; 1735 — 23 апреля 1784) — царь Имерети с 1752 года по 1766 годы и снова с 1768 года до своей смерти в 1784 году. Старший сын и преемник имеретинского царя Александра V. Из имеретинской ветви династии Багратионов.

## Биография
В марте 1752 года после смерти своего отца Александра V Соломон занял имеретинский царский престол.
В 1757 году турецкий султан направил против Соломона большое войско, основная часть которого расположилась на Хресильском поле. Перед началом сражения Соломон перекрыл все дороги, идущие из Поти, Гурии и Ахалцихе, чтобы турки не смогли получить подкрепление. 14 декабря 1757 года грузины перешли в наступление, и несмотря на то, что вначале успех был на стороне османов, грузины, не щадя себя, самоотверженно боролись до конца битвы и одержали блестящую победу.

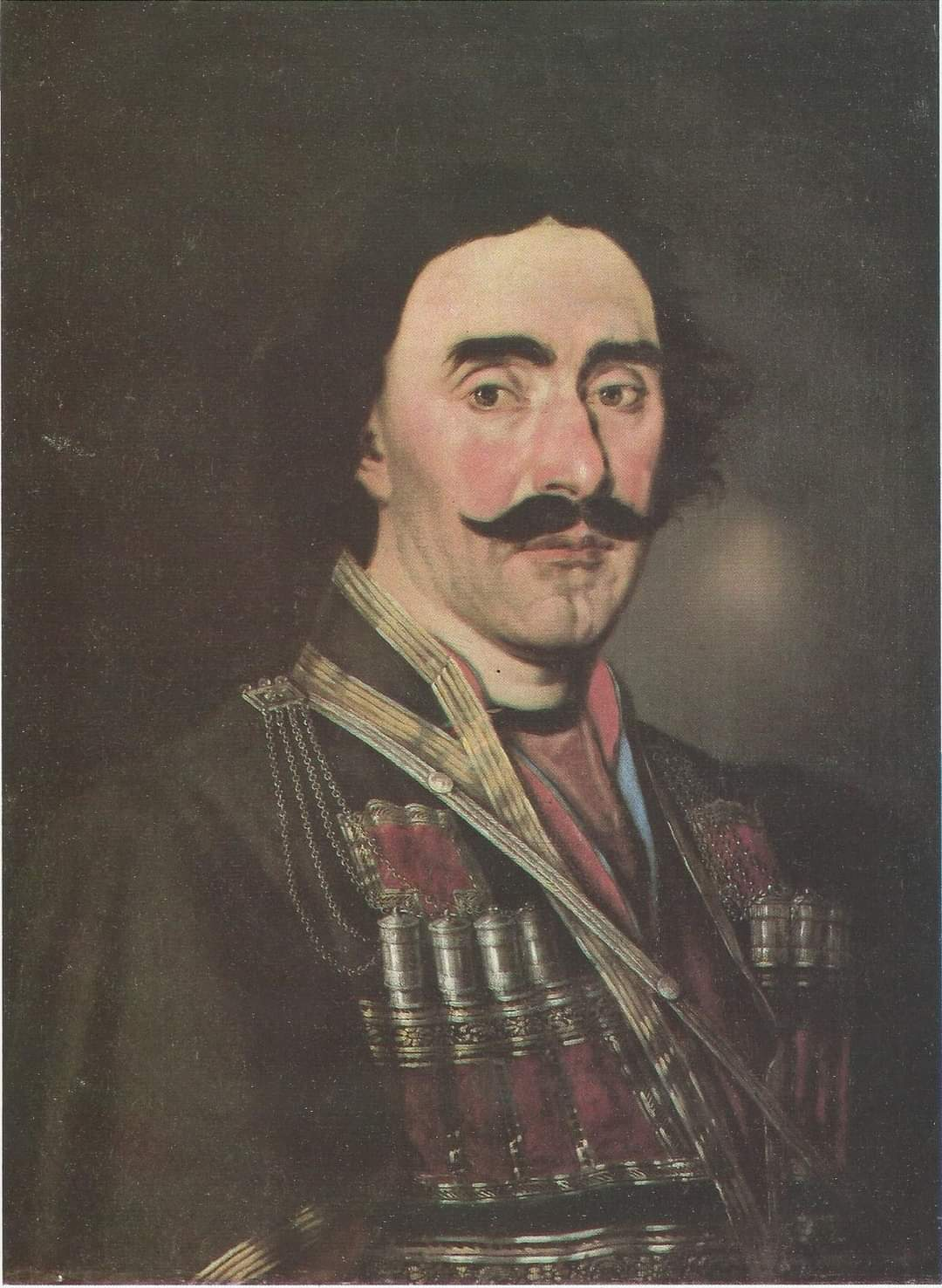
Портрет Соломона I, XVIII в.

В 1758 году картлийский царь Теймураз II, кахетинский царь Ираклий II и имеретинский царь Соломон I заключили союз о взаимопомощи против общего врага. В 1759 году Соломон созвал чрезвычайное церковное собрание, на котором было принято решение о введении смертного наказания за участие в «торговле пленными».
В 1766 году большое войско османов (по некоторым данным 100 тысяч человек) вторглось в Имерети. Они заняли всю Квемо (Нижнюю) Имерети и посадили царём в Кутаиси двоюродного брата Соломона — Теймураза Мамуковича. Соломон вновь обратился за помощью к России, но и на сей раз попытка оказалась тщетной. Несмотря на это, как только османы покинули страну, Соломон вернул себе трон. Теймураз бежал из Кутаиси. Бескомпромиссная борьба грузин во главе с Соломоном I вынудила Турцию начать мирные переговоры. По договору, заключённому в 1767 году, Турция признавала Имерети не в вассальной зависимости, а под своим покровительством. В 1768 году в битве при Цхрацкаро Соломон окончательно разбил Теймураза Мамуковича и заточил его в тюрьму.
В 1768 году Соломон I отправил в Россию своего посла Максиме Кутатели. Приезд грузинского посла совпал с началом очередной Русско-турецкой войны. Россия была заинтересована в военных действиях против Турции на Кавказе, поэтому она решила отправить в Грузию немногочисленный отряд под предводительством генерал-майора графа Готтлоба Курта Генриха Тотлебена. Осенью 1769 года Тотлебен уже был в Имерети. Русско-грузинский отряд взял Шорапанскую крепость. В это время Соломон получил известие, что в Имерети вторглись турки-османы, и отправился на встречу с врагом. Тотлебен же вернулся в Картли. Русские лишь весной 1770 года после Аспиндзского сражения вернулись в Имерети. Тотлебен действовал по своему усмотрению, совершенно не считаясь с Соломоном. Вскоре графа Генриха Тотлебена сменил генерал-майор Алексей Николаевич Сухотин. Несмотря на неоднократные предупреждения не начинать военных действий за освобождение Поти (из-за болотистой местности) генерал-майор Алексей Сухотин все же начал наступление, в результате чего большая часть воинов заболела лихорадкой. В 1772 году русское войско покинуло Грузию.
В 1773 году Соломон и Ираклий возобновили договор о взаимопомощи. В 1774 году ахалцихский паша решил выступить против Имерети. Заманив османов в теснины реки Чхеримела, имеретское войско наголову разбило их.
По Кючук-Кайнарджийскому договору 1774 года между Россией и Турцией, Россия признала суверенитет Турции над Западной Грузией при условии, что Турция откажется от дани со стороны Имеретинского царства.
В 1778 году против Соломона восстал его собственный сын Александр. Царь подавил восстание, но сам факт был большим ударом для Соломона. Вскоре после этого события Александр скончался.
В 1780 году османы вторглись в Одиши (Мегрелию) со стороны Абхазии. Соломон оказал помощь мегрельскому князю Дадиани и грузины победили врага в битве при Рухской крепости. После этого османы стали угрожать нападением со стороны Аджаро-Гурии. Царь решил дать отпор в направлении Батуми-Кобулети и стал тайно готовиться к наступлению. Но противник узнал о замысле царя и эффект неожиданности провалился. Грузины все же добились определённых успехов. Они заняли Кобулетский край и достигли Батуми. На обратном пути царь столкнулся с засевшими в засаде османами и лишь самоотверженность грузин спасла царя от пленения.
В апреле 1784 году имеретинский царь Соломон I Великий скончался. Его похоронили в Гелати.
За год до своей смерти Соломон I объявил наследником престола своего племянника Давида Арчиловича, внука царя Картли-Кахети Ираклия II (мать Давида была дочерью Ираклия). Когда Соломон умер, Давиду было 12 лет и он рос у деда. Этим воспользовался двоюродный брат Соломона Давид Георгиевич и при поддержке некоторых имеретских тавадов занял имеретский царский престол.

## Семья
Царь Соломон I был женат трижды. Его первой женой была княжна Тинатин Шервашидзе. Вторично женился на княжне Мариам, дочери князя Мегрелии Отии Дадиани. В третий раз женился на Гулькан Цулукидзе. 
Дети (от второго брака): Александр (1760—1780); Дареджан (1756—1827), жена с 1768 года князя Кайхосро Абашидзе; Мариам (1769—1845), жена князя Элизбара Эристова-Ксанского (1738—1813).